# Camon (Ariège)

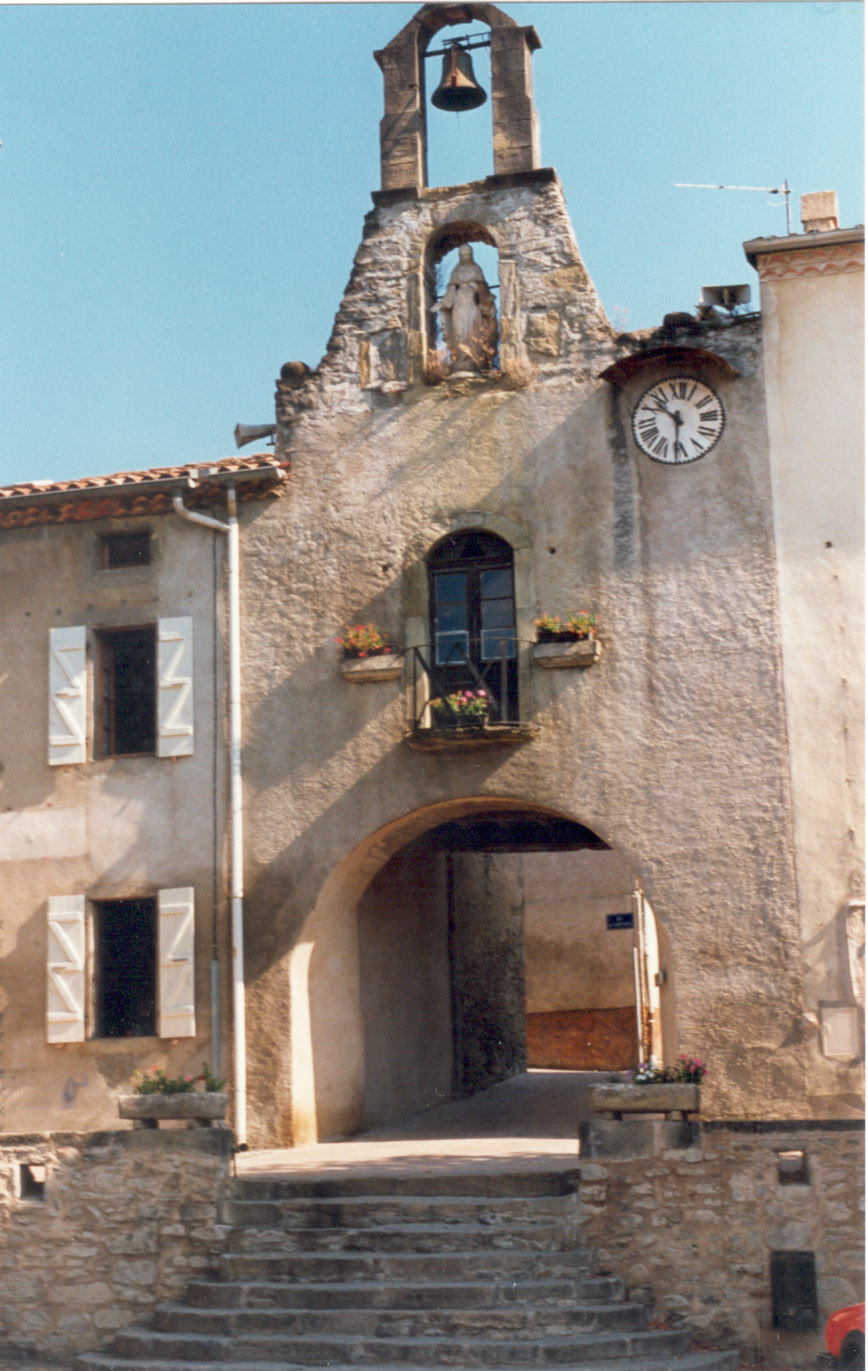
Vista de la iglesia

Camon es una pequeña comuna francesa, situada en el departamento del Ariège y la región de Mediodía-Pirineos. A sus habitantes se les denomina por el gentilicio de Camonais.
El pueblo ha sido distinguido como uno de Los pueblos más bellos de Francia.

## Demografía
| 1962 | 1968 | 1975 | 1982 | 1990 | 1999 |
| ---- | ---- | ---- | ---- | ---- | ---- |
| 113  | 147  | 116  | 110  | 125  | 144  |
|      |      |      |      |      |      |

## Lugares de interés
- Iglesia de la antigua Abadía de Camon
- Castillo de Lagarde